# Institut Laue-Langevin

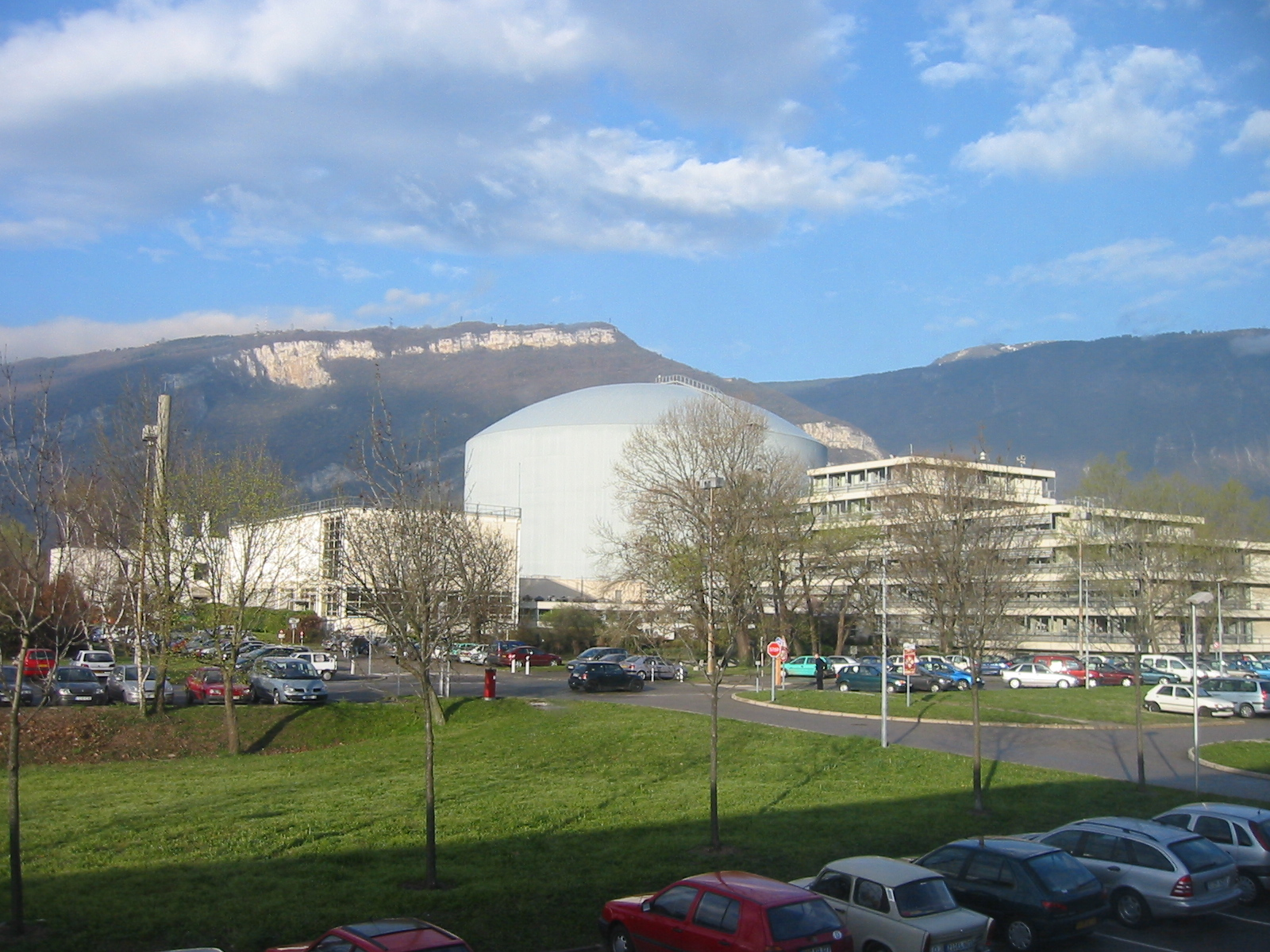
Das ILL mit der Kuppel des Hochflussreaktors

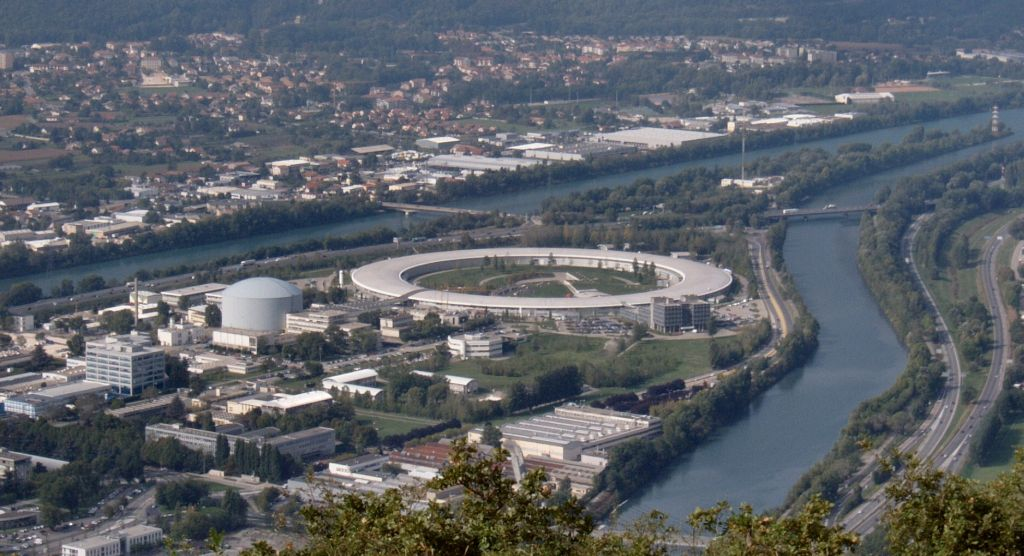
Auf der Halbinsel zwischen den beiden Flüssen Drac und Isère liegt das internationale Forschungsgelände mit Institut Laue-Langevin (weiße Kuppel) und Europäischem Synchrotron (ringförmiges Gebäude). Gesehen vom Mont Jalla

Das Institut Laue-Langevin (ILL) in Grenoble ist ein internationales Forschungszentrum, das mit seinem Höchstflussreaktor (HFR) die stärkste Neutronenquelle der Welt betreibt.  Jedes Jahr werden von zirka 1500 Gastforschern mehr als 800 Experimente, vor allem auf dem Gebiet der Neutronenstreuung, durchgeführt. Das ILL liegt nur wenige Kilometer vom Grenobler Bahnhof entfernt auf einem ehemaligen Artillerie-Übungsgelände auf der Kies-Halbinsel vor der Einmündung des Drac in die Isère. Es grenzt fast unmittelbar an das französische Centre d’études nucléaires de Grenoble. Auf dem Gelände des ILL haben sich inzwischen auch eine Außenstelle des EMBL und die ESRF niedergelassen.
Die als Schwimmbadreaktor gebaute Anlage erreicht einen Neutronenfluss von über 1015 cm−2s−1. Mit Strahlrohren und Neutronenleitern werden die Neutronen an über dreißig Experimentierplätze geführt.

## Geschichte
Nur wenige Jahre nach Unterzeichnung des Élysée-Vertrags wurde das ILL im Januar 1967 von Deutschland und Frankreich gegründet. Namensgeber waren die beiden Physiker Max von Laue (Deutschland) und Paul Langevin (Frankreich) und die Initiative für die Gründung ging wesentlich von Louis Néel und Heinz Maier-Leibnitz. 1971 wurde der Reaktor erstmals kritisch; bald nach Aufnahme des Forschungsbetriebs trat 1974 Großbritannien als gleichberechtigter Partner bei. Der Betrieb des Instituts beruht auf völkerrechtlichen Verträgen mit einer Laufzeit von jeweils zehn Jahren, die sich nicht automatisch erneuern; das ILL ist jedoch keine internationale Organisation, sondern eine GmbH französischen Rechts.
Ende 1990 wurden Risse in einem Einbauteil des Reaktors festgestellt. Deswegen musste der Betrieb vorübergehend eingestellt werden; eine Reparatur durch Austausch des gesamten Druckbehälters wurde erst nach langen Verhandlungen im Rahmen der fälligen Vertragsverlängerung beschlossen. Bei dieser Gelegenheit setzte Großbritannien eine Reduktion seines Beitrags um 50 % durch. In den folgenden Jahren traten Italien, Spanien, die Schweiz, Russland und ein Konsortium aus Österreich und der Tschechischen Republik als sogenannte Partner (nicht Vertragsstaaten) bei. Russland leistet einen Beitrag, indem es spaltbares Material liefert.
Direktoren des ILL waren unter anderem Heinz Maier-Leibnitz (1967 bis 1972), Rudolf Mößbauer (1972 bis 1977), Tasso Springer (1977 bis 1982), Wolfgang Gläser (1986–1989), Dirk Dubbers (1998 bis 2001), Richard Wagner (2006 bis 2011) und Helmut Schober (2016 bis 2021).
1977 bis 1981 forschte der spätere Nobelpreisträger Duncan Haldane am Institut.